# Семидубы (Ровненская область)
Семидубы (укр. Семидуби) — село в Дубенском районе Ровненской области Украины. Административный центр Семидубской сельской общины.
Население на 2020 год составляло 719 зарегистрированных человек. Почтовый индекс — 35650. Телефонный код — 3656. Код КОАТУУ — 5621687401.